# Jacques Espérandieu
Jacques Espérandieu, né le 16 octobre 1949 à Aubenas (Ardèche), est un journaliste français connu pour avoir été le directeur de la rédaction du Journal du dimanche entre 2005 et 2008.
Diplômé de Sciences Po en 1971, il passe sa licence de droit en 1972. Après un stage à la Commission européenne en 1973, il commence sa carrière de journaliste à l’agence Europolitique à Bruxelles. En 1977, il est engagé au service étranger du quotidien Les Échos, puis rejoint deux ans plus tard L’Express où il sera nommé rédacteur en chef des services Enquêtes, Vie moderne et Investigation.
Après un court passage à L'Événement du jeudi en 1995, il prend la rédaction en chef du Parisien avant d’être nommé, en 1998, directeur adjoint de la rédaction. Il rejoint le Journal du Dimanche en septembre 2005 en tant que directeur adjoint de la rédaction. Il devient directeur de la rédaction en décembre 2005 en remplacement de Jean-Claude Maurice. En mai 2007, il est mis en cause pour avoir censuré un article de ses journalistes révélant que Cécilia Sarkozy n’avait pas voté au deuxième tour de l’élection présidentielle.
À la suite de « divergences de vues sur la stratégie de développement du journal », il quitte l'hebdomadaire en mai 2008. Il est remplacé par Christian de Villeneuve, lui aussi ancien du Parisien. 
Jacques Espérandieu explique lui-même que ce départ pourrait avoir des liens avec le président Nicolas Sarkozy, dont un des conseillers affirmait : "votre patron, dans deux mois, il sera débarqué" 